# 5135 Nibutani
5135 Nibutani (1990 UE) là một tiểu hành tinh vành đai chính được phát hiện ngày 16 tháng 10 năm 1990 bởi Seiji Ueda và Hiroshi Kaneda ở Kushiro.